# 알 하즈
알 하즈(Al-Ḥajj, 아랍어: الحج, al-ḥajj; 의미: "순례", "Hajj")는 78구절(āyāt)로 구성된 쿠란의 22번째 장(sūrah)이다. 이 수라는 27절에서 그 이름을 따왔다. 본 장은 이슬람법 샤리아 중에 신전의 의미, 성지순례, 창조주에게 감사하며 가난한 형제들과 음식을 나누는 (희생제로서의)형제애를 암시하는 내용이 있다.

## 요약
- 1-2 심판날의 무서운 성격
- 3-4 나드르 이븐 알하리스(Nadr ibn al-Harith)가 자신의 불신앙을 질책함
- 5-7 부활 교리의 증거
- 8-10 아부 잘(Abu Jahl)의 완고한 불신앙과 그에 대한 처벌
- 11-13 위선자들이 폭로되고 책망됨
- 14 하나님은 의로운 자에게 상을 주시며
- 15-16 하나님께서는 무함마드와 꾸란을 승리로 이끄실 것이다
- 17 하나님께서는 서로 상충되는 신앙을 따르는 사람들 사이를 심판하실 것이다
- 18 모든 피조물은 하나님을 찬양한다
- 19-24 믿는 자의 기쁨과 믿지 않는 자의 비참한 운명
- 25-26 카바를 모독하는 자들은 처벌을 받을 것이다
- 27 하나님이 카바터를 아브라함의 거처로 정하셨다
- 28-32 무슬림을 위해 제정된 메카 순례
- 32-35 순례자들이 지켜야 할 의식
- 36 모든 종교의 교수들을 위해 지정된 제사
- 37 겸손한 신자는 격려를 받았다.
- 38-39 하느님에 대한 순종을 상징하는 마디나에서의 제사
- 40-43 정당방위 시 이교도와의 전쟁 허용
- 44-45 하나님의 모든 선지자가 사기꾼이라는 비난을 받았다.
- 46-47 불경건한 자에 대한 하나님의 심판을 보지 못하는 이교도들
- 48-49 하나님은 오래 참으시고 불신자들을 벌하실 것이다.
- 50 무함마드는 대중 설교자였다.
- 51-52 신자와 불신자의 상과 형벌
- 53-55 모든 선지자는 사탄의 속임수에 굴복했다
- 56-58 불신자들은 구제할 수 없으나 하나님이 그들과 의인 사이에 심판하신다
- 59-60 무하야린과 순교자들의 축복받은 상태
- 51 개인 상해에 대한 복수는 허용됨
- 62-67 만물을 창조하시고 보존하시는 하나님
- 68 다른 종교의 교수들은 무함마드와 논쟁을 벌이지 말 것
- 69-70 무함마드는 자신과 논쟁하는 사람들을 어떻게 대해야 하는가?
- 71 전지하신 하나님께서 모든 것을 작정하셨다
- 72 우상 숭배자들은 그들의 우상 숭배에 대해 하나님으로부터 아무런 증거도 받지 못한다
- 73 무슬림을 향해 폭력을 행사할 준비가 되어 있는 불신자들(쿠라이쉬)
- 74 파리를 스스로 쫓아낼 수 없는 막간 우상
- 75 우상 숭배자들은 하나님의 능력을 낮게 평가한다
- 76 하나님은 사람과 천사 중에서 사자를 택하시되
- 77 하나님은 모든 것을 아시니 모든 것이 그에게로 돌아온다
- 78 참 신자들은 하느님을 숭배하고 그분의 종교를 수호하기 위해 싸울 것을 권고했다. 무슬림들에게 그들의 아버지 아브라함의 믿음을 굳건히 지키라고 권고하다